# Барисас, Миндаугас
Миндаугас Брониславас Барисас (лит. Mindaugas Bronislavas Barysas; 1 января 1935 года, Алитус — 10 ноября 1990 года, Вильнюс) — литовский журналист.

## Биография
В 1958 году окончил Вильнюсский университет. С 1956 года работал в газете «Тиеса», с 1988 года — редактор. Написал четыре книги о Летних Олимпийских играх: Олимпиаде-68 в Мехико, Олимпиаде-72 в Мюнхене, Олимпиаде-76 в Монреале и Олимпиаде-80 в Москве. 